# Pomeni imen asteroidov: 71001–72000
Pregled pomenov imen asteroidov (malih planetov) od številke 71001 do 72000, ki jim je Središče za male planete dodelilo številko in so pozneje dobili tudi uradno ime  v skladu z dogovorjenim načinom imenovanja. Pregled je preverjen z Schmadelovim “Slovarjem imen malih planetov” (“Dictionary of Minor Planet Names”). 
Pregled pojasnjuje izvor oziroma pomen imen asteroidov, ki ga je priznala Mednarodna astronomska zveza (IAU). Nekateri asteroidi imajo imajo dodatno pojasnilo o izvoru imena, ki pa vedno ni popolnoma zanesljivo (oznaka “†” ali “‡“). 
| Ime              | Začasna oznaka | Izvor imena |
| 71001–71100      | 71001–71100    | 71001–71100 |
| ---------------- | -------------- | --- |
| 71001 Natspasoc  | 1999 XL37      | Nacionalna vesoljska družba (National Space Society ali NSS) †                                                                                                   |
| 71101–71200      |                | |
| 71201–71300      |                | |
| 71301–71400      |                | |
| 71401–71500      |                | |
| 71445 Marc       | 2000 AE231     | Marc Y. Wasserman, sin odkritelja † |
| 71461 Chowmeeyee | 2000 BA4       | Chow Mee Yee (1960 – 2005), sošolec odkritelja v Srednji šoli Pui Čing v Hong Kongu †                                                                            |
| 71482 Jennamarie | 2000 BO30      | Jennifer Marie Mayhew, kajuško-kanadsko-ameriška žena odkritelja †                                                                                               |
| 71501–71600      |                | |
| 71556 Page       | 2000 DW17      | Gary L. Page, ameriški fizik, obrambni analitik in ljubiteljski astronom † Arhivirano 2005-04-29 na Wayback Machine. ‡ Arhivirano 2008-08-27 na Wayback Machine. |
| 71601–71700      |                | |
| 71701–71800      |                | |
| 71801–71900      |                | |
| 71901–72000      |                | |

| Predhodnik: 70001–71000 | Pomeni imen asteroidov Seznam asteroidov (71001-71250) Seznam asteroidov (71251-71500) Seznam asteroidov (71501-71750) Seznam asteroidov (71751-72000) | Naslednik: 72001–73000 |